# Ковальчук Олександр Михайлович
Олекса́ндр Миха́йлович Ковальчу́к (9 липня 1962 — 15 квітня 2011, Вінниця) — художник декоративно-прикладного мистецтва, заслужений художник України (2009). Член Національної спілки художників України з 1990 року. 

## З життєпису
Народився 9 липня 1962 року у місті Вінниця. 

1989 р. — закінчив Львівський державний інститут декоративно-прикладного мистецтва, відділення художнього текстилю. 

Педагоги: О.Т. Мінько, І.Я. Боднар, З.М. Шульга, професор В.А. Манастирський. 
Учасник обласних, республіканських та всесоюзних виставок з 1987 р. 

Всесоюзна виставка міні-текстилю, м. Юрмала (Латвія) — 1989 р. 
Персональні виставки: м. Вінниця — 2002 р., 2006 р., м. Київ — 2003 р. 2006 р. 
- Літературно-мистецька премія імені Марка Вовчка (2008).

Працював у техніках художнього текстилю, графіці, техніці живопису на склі. 
Твори є власністю Міністерства Культури України, зберігаються у художніх музеях м. Вінниці, м. Чернігова, Культурно-художньому центрі ВНТУ.